# Phallotorynus dispilos
Phallotorynus dispilos es un pez de la familia de los pecílidos en el orden de los ciprinodontiformes.

## Morfología
Los machos pueden alcanzar los 1,8 cm de longitud total y las hembras los 2,53 cm.

## Distribución geográfica
Se encuentran en Sudamérica: Paraguay (río Paraná).